# Mariarosa Dalla Costa
Mariarosa Dalla Costa (Treviso, 28 aprile 1943) è una sociologa e scrittrice italiana co-autrice, con Selma James, del classico Potere femminile e sovversione sociale.
Questo testo diede il via al dibattito sul lavoro domestico, ridefinendo il lavoro casalingo come lavoro riproduttivo necessario al funzionamento del capitale, reso invisibile dalla sua rimozione dai rapporti salariati.
Attiva in Lotta Femminista, Dalla Costa ha sviluppato questa analisi come critica immanente all'Operaismo italiano.
È stata, insieme a Silvia Federici, tra le co-fondatrici del Collettivo Internazionale Femminista, un'organizzazione nata a Padova nel 1972 per promuovere il dibattito e l'azione politica sul tema del lavoro domestico, che diede vita alla Campagna internazionale per il salario del lavoro domestico (IWHC).
Laureata in Giurisprudenza nel 1976 con una tesi in Filosofia del Diritto, dal 1985 è stata professoressa associata di Sociologia politica presso la Facoltà di Scienze politiche dell’Università degli studi di Padova, dove ha tenuto i corsi “Globalizzazione: questione e movimenti” e “Globalizzazione, diritti umani e promozione della donna” fino al 2013.

## Opere
- Potere femminile e sovversione sociale, con Selma Jones, Venezia, Marsilio, 1974.
- "Riproduzione e emigrazione" in L’operaio multinazionale in Europa, a cura di Alessandro Serafini, Milano, Feltrinelli, 1974.
- Famiglia, welfare e Stato tra progressismo e New Deal, Milano, FrancoAngeli, 1983.
- Donne sviluppo e lavoro di riproduzione. Questioni delle donne e dei movimenti, con Giovanna F. Dalla Costa, Milano, FrancoAngeli, 1996.
- Isterectomia. Il problema sociale di un abuso contro le donne, Milano, FrancoAngeli, 1998.
- "L’indigeno che è in noi, la terra cui apparteniamo", in Camminare domandando: la rivoluzione zapatista, a cura di Alessandro Marucci, Roma, DeriveApprodi, 1999.
- Donne e politiche del debito. Condizione e lavoro femminile nella crisi del debito internazionale, con Giovanna F. Dalla Costa, Milano, FrancoAngeli, 2002.
- Nostra madre Oceano. Questioni e lotte del movimento dei pescatori, Roma, DeriveApprodi, 2005.